# Чемпионат Украины по шашечной композиции 1992
VI Чемпионат Украины по шашечной композиции прошел заочно в 1992 году. В соревнованиях приняли участие 23 шашечных композитора, представившие 128 позиций.

## О турнире
Соревнования проводились по русским шашкам в 3 разделах: проблемы, этюды, задачи.
Главный судья — Бень М. Ю. (Украина).

## Спортивные результаты
Из 128 позиций — три признаны отличными, 25 — хорошими.
Проблемы-64. Судья — Бень М. Ю.
 Валерий Ячейкин (Киев).  Станислав Устьянов  (Харьков).  Анатолий Баланюк (Теплодар, Одесская область).
Этюды-64. Судья — Блиндер Б. М.
 Вячеслав Трофименко (Киев).  Станислав Устьянов  (Харьков).  Игорь Бугаев (Мариуполь)
задачи-64. Судья — Пустынников Н. Н.
  Леонид Свербиненко (Харьковская область).  Б.Могилевский (Житомир).  Сергей Лойко (Волынская область).